# Гезер Фелл
Гезер Фелл  (англ. Heather Fell, 3 березня 1983) — британська сучасна п'ятиборка, олімпійська медалістка.

## Виступи на Олімпіадах
| Олімпіада  | Дисципліна | Місце |
| ---------- | ---------- | ----- |
| Пекін 2008 | особисті   | 2     |